# オスロ市電B形電車
オスロ市電B形電車（Type B）は、ストレンメンで製造され、ノルウェーのオスロで使用されていたオスロ市電の路面電車である。その車体形状から、Gullfisk（ノルウェー語で「金魚」）と通称される。
この項目ではスカボ鉄道車両工場が製造したオスロ市電E形電車（Type E）と、日本に譲渡された車両である土佐電気鉄道（現：とさでん交通）198形電車についても記す。

## 概要
1930年代のオスロ市電には150両の電動車と130両の付随車が走っていたが、それらのほとんどは低速の二軸車であり、自家用自動車やバスとの競争の中でより新しい車両が望まれるようになっていた。そこで1935年にオスロ市電はストレンメン社の協力で新型電車の開発を行う事となった。そして同年に製造された鉄道馬車時代の車両の廃車体を再利用したモックアップを経て1937年に試作車が製造され、その試験結果をもとに量産が行われたのが、オスロ市電初のボギー車となったB形・E形電車である。
アルミニウム合金を用いて製造された車体により軽量化が実現した他、台車間のフレームを鋼製にする事で強度を高めているのが特徴である。しかしその構造により経年劣化で車体の中央部が沈下する、事故の際の復旧費用が高価であるなどの欠点も露呈する事になった。起終点にループ線が存在するオスロ市電に合わせ、運転台や乗降扉は片側のみ存在した他、風洞実験の結果に基づき車体後方が流線形になっていた事が「金魚（Gullfisk）」と言う愛称の由来となった。
B形は郊外路線向けの設計でドラムブレーキを搭載し、車体の前方・中央の2箇所に扉が設けられていた一方、市内路線向けのE形はディスクブレーキを装備し、車体の前方・中間・後方の3箇所に扉が存在したが、後に後方の扉は閉鎖され座席が設置された。
6両が製造された試作車はそれぞれ4種類の主電動機を搭載し、回生ブレーキを始めとした実験的な機構も設置していたが、良好な結果が出なかったため量産車は従来の車両を基にした構成に改められた。

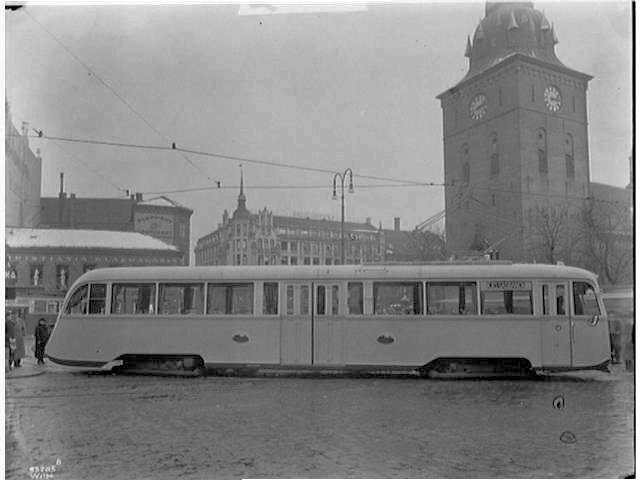
サイドビュー（1937年撮影）
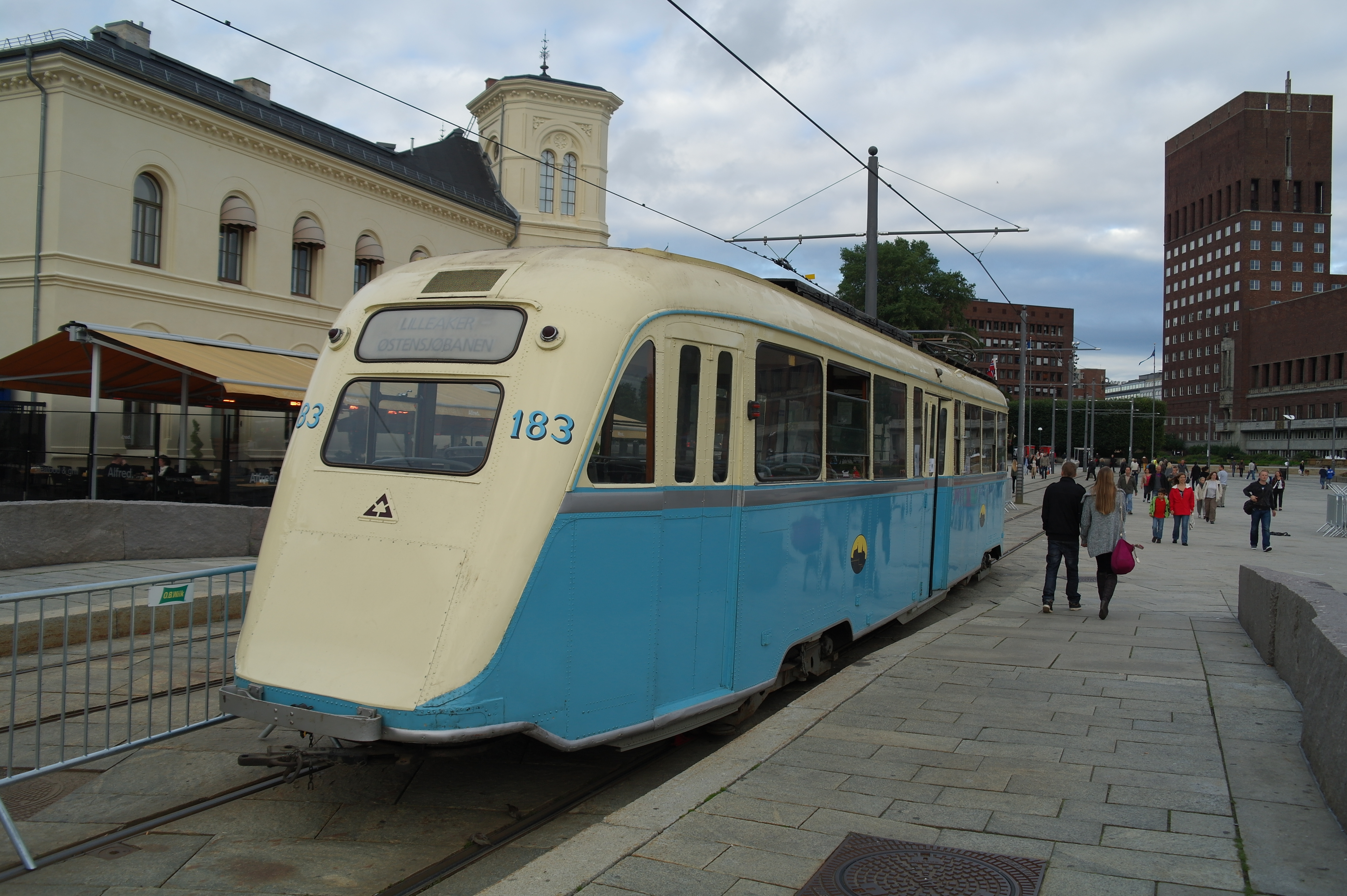
後方の様子
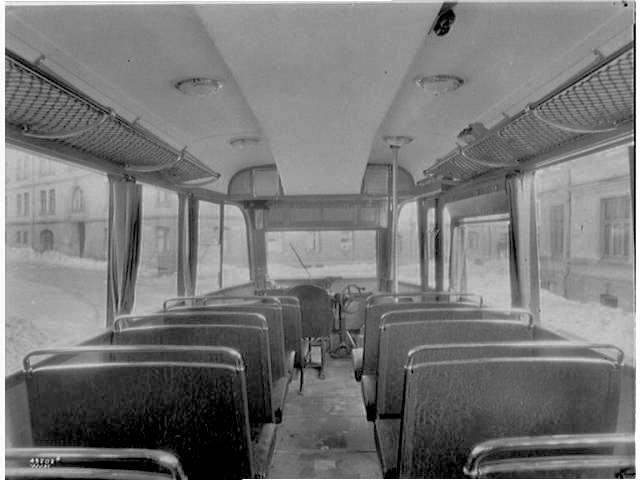
車内の様子（1937年撮影）

## 歴史
1937年に製造された6両の試作車（158 - 163）による試験運転の結果を踏まえ、同年から1939年にかけてストレンメン社でB形が20両（184～203）製造された他、スカボ鉄道車両工場でE形が20両（164 - 183）がライセンス生産によって製造された。そのうちストレンメン社製の車両については1939年にオスロ市交通局の子会社であるバールムバーネ（Bærumsbanen）へと移籍している。
第二次世界大戦中には3両（164 - 166）がデュッセルドルフ市電へ送られたが、建築限界に比べて車体が広すぎた事や起終点のループ線が存在しないことなどから、使用されることなく返却されている。
戦後はSM53形の増備に伴いバールムバーネへE形が19両移籍したが、使用路線が1967年にT-baneの路線に吸収された事でオスロ市内の路線へと転属し、Jar - Ljabru間の郊外路線で使用された。路線のワンマン化に合わせたワンマン化改造も行われたが、路線の廃止に加えて2車体連接車であるSL79形電車による置き換えが進み、1985年をもって営業運転から引退した。その後はオスロ市電博物館（Sporveismuseet）に6両が保存され、そのうち183号は動態保存が行われている一方、198号を含む2両はその後も事業用車両として使用された。

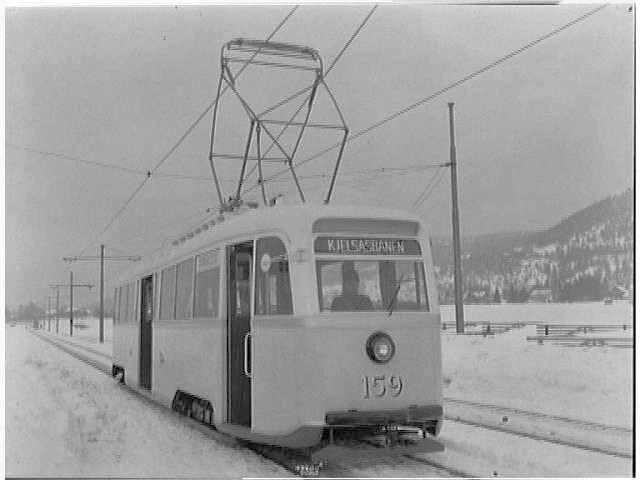
163（試作車） （1937年撮影）
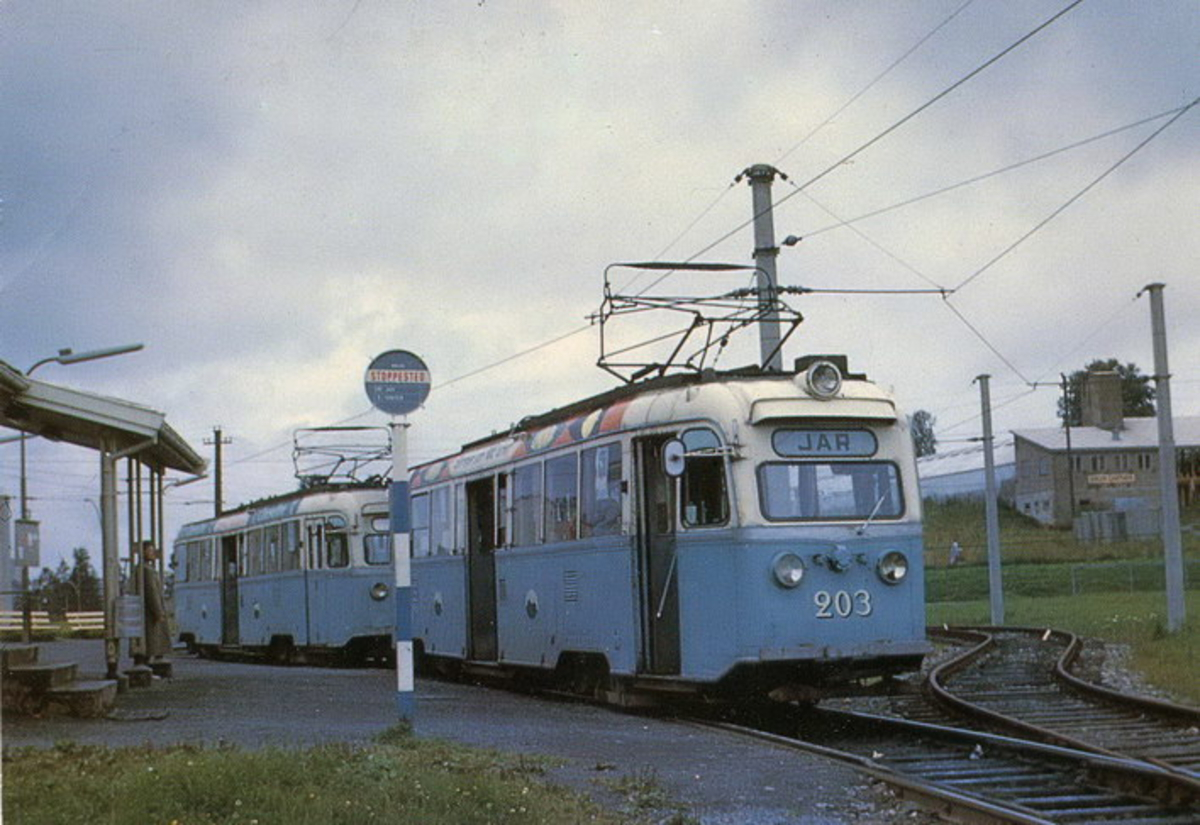
203（量産車） （1962年撮影）

### 土佐電気鉄道198形電車
1989年（平成元年）に開業85周年を迎えた土佐電気鉄道では、記念事業として世界の路面電車を自社線で走らせる事となった。その第三弾として導入されたのが、オスロ市電で事業用車両として残されていた198号である。

ループ線が存在せず、線路の幅や建築限界も異なる土佐電気鉄道の条件に合わせるため、後部流線形側への運転台の設置による両運転台化、車体の両側への扉の増設、車体幅の変更（2,500 mm → 2,300 mm）、軌間の変更、窓のサッシ化など各部の改造が行われた後、1992年（平成4年）5月から営業運転を開始した。2014年（平成26年）10月1日のとさでん交通への移管後も在籍しており、2016年（平成28年）10月8日にはオスロ市電時代の塗装への復元が行われている。
2018年（平成30年）現在、B形・E形電車のうち走行可能状態で残っているのはオスロ市電の183号ととさでん交通198形の2両のみとなっている。